# Ungdomsfullmäktige

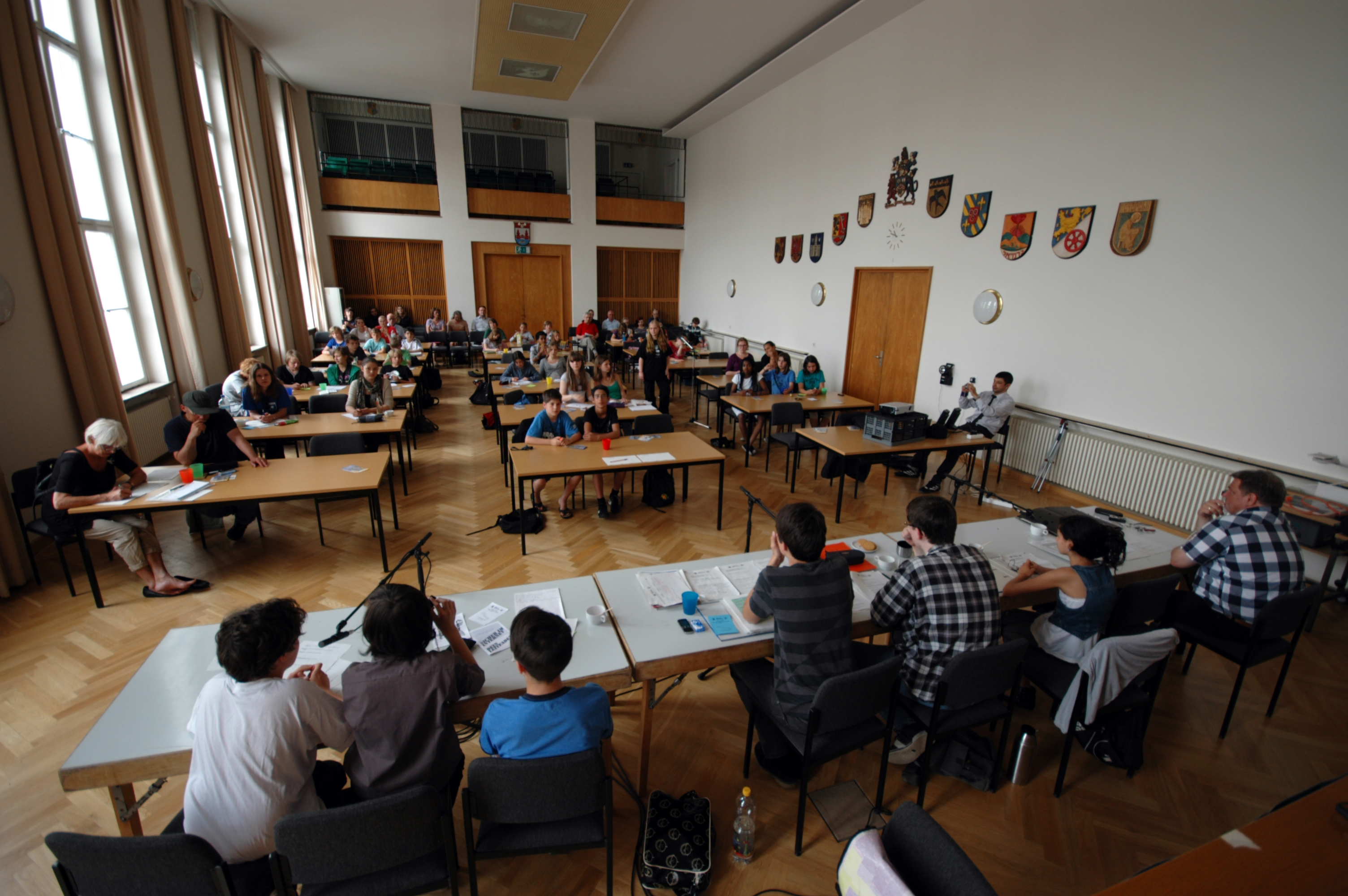
Ungdomsfullmäktige i Tyskland

Ungdomsfullmäktige är samling av ungdomar som diskuterar frågor av samma art som en politisk församling hanterar i kommuner och nationer.

## Sverige och Finland
i Sverige ett sätt att i kommuner arbeta med att öka möjligheten för ungdomar att påverka kommunens politik, en sorts ungdomsråd, där arbetssättet är tänkt att efterlikna det i kommunfullmäktige. Inrättandet av ett ungdomsfullmäktige syftar ofta till att ge ungdomar insikt i demokratiska processer och till att öka intresset för den lokala politiken bland ungdomar, samt till att främja bättre kommunikation mellan lokala politiker och ungdomar.
Ungdomsfullmäktige finns i flera kommuner i Sverige och Finland. 
Enligt den finländska kommunallagen ska varje kommun, ensam eller tillsammans med andra, inrätta ett ungdomsfullmäktige eller motsvarande grupp för att tillvarata ungas intressen.